# 莫卡辛鞋

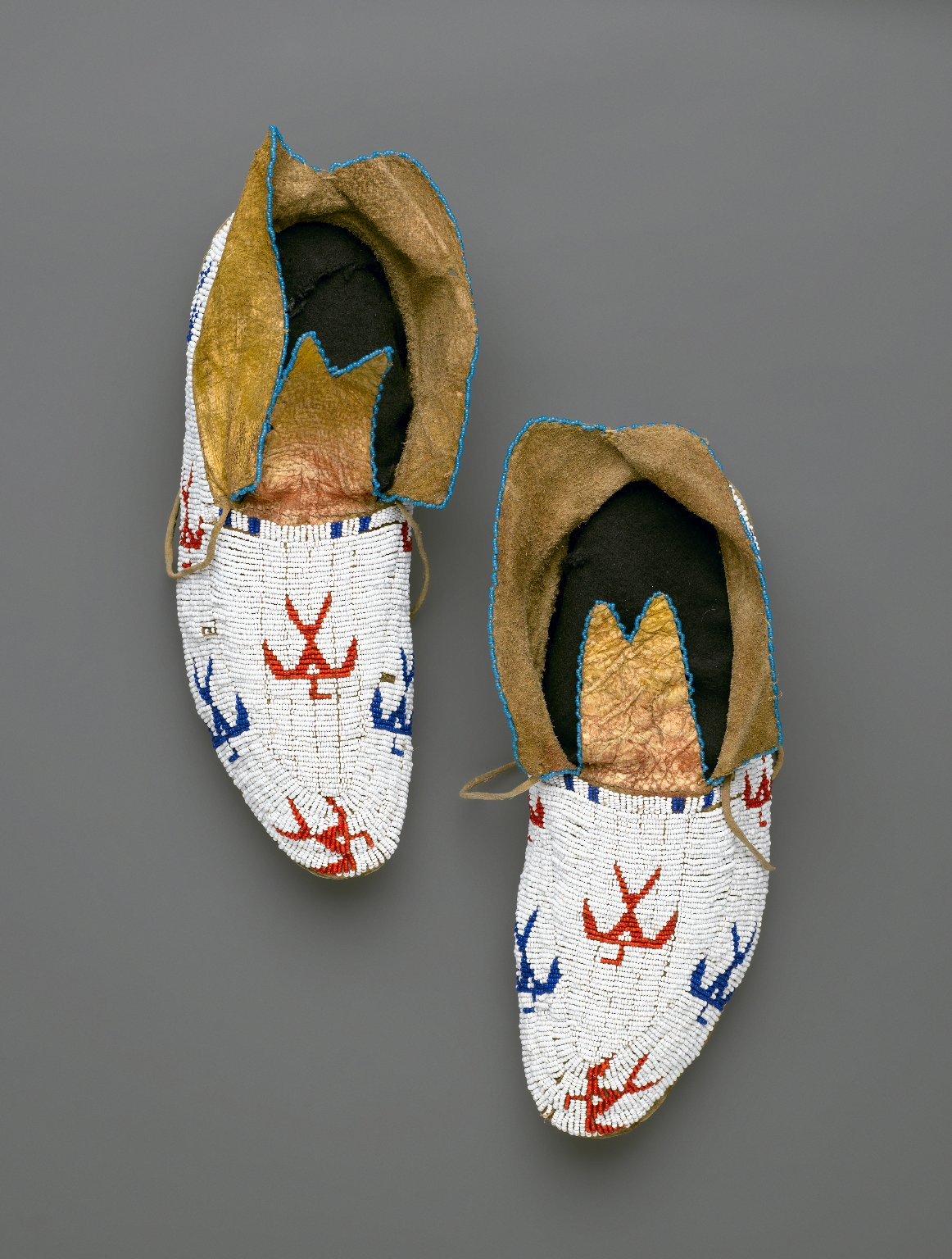
奧賽齊族的莫卡辛鞋，20世紀早期，布魯克林博物館

莫卡辛鞋（Moccasin），或稱為鹿皮鞋，是一種由鹿皮或其他軟皮製成的鞋，穿起來柔軟而靈便。其前半部分通常有刺繡或其他裝飾物。莫卡辛鞋一般都是直接穿在外面的，但偶爾也會被穿在另外一雙鞋的裡面。它是美洲原住民的一種傳統鞋類，後來移民到這裡的歐洲人也開始穿著莫卡辛鞋。語源學上，“moccasin”一詞來自阿爾岡昆語族的波瓦坦語“makasin” （與馬薩諸塞語“mohkisson /mokussin”、奧吉布瓦語“makizin”或密克馬克語“mksɨn”同源），它們在原始阿爾岡昆語中為“maxkeseni”，意思就是“鞋”。

## 外部連結
- The Canadian Museum of Civilization - Moccasins （页面存档备份，存于）
- Museum of New Zealand Te Papa Tongarewa - Moccasins （页面存档备份，存于）
- Creek - Seminole moccasins （页面存档备份，存于）

本条目包含来自公有领域出版物的文本: Chisholm, Hugh (编).  (第11版). London: Cambridge University Press. 1911.